# Vlag van Belgorod (stad)
De vlag van Belgorod is een van de officiële symbolen (samen met het wapen) van de stad Belgorod in de regio Belgorod in de Russische Federatie. De vlag is een symbool van eenheid en samenwerking van de inwoners van de stad.
De vlag werd op 22 juli 1999 goedgekeurd bij besluit van de gemeenteraad van Belgorod № 321 en werd in 2002 opgenomen in het staatsheraldisch register van de Russische Federatie met toekenning van registratienummer 978.

## Beschrijving
De vlag van de stad Belgorod (blauw doek met een witte streep onderaan) toont een gele leeuw die op zijn achterpoten staat, met een witte adelaar die erboven zweeft. De stadssymboliek is meer dan 300 jaar oud en gaat terug tot het bewind van Peter de Grote. De Russische tsaar gaf het wapen aan de burgers van Belgorod ter herinnering aan de overwinning op de Zweden in de Slag bij Poltava (1709). In 1712 werd dit embleem afgebeeld op een vaandel van het regiment van Belgorod dat de vijand had verslagen, en in 1727 werd het een symbool van een nieuw gestichte provincie.